# Kaplica Szafrańców na Wawelu
Kaplica Szafrańców, zwana także Doktorów, Akademicką oraz Radziwiłła, pod wezwaniem Ofiarowania Najświętszej Marii Panny, św. Szczepana i św. Aleksego Wyznawcy – jedna z dziewiętnastu kaplic katedry wawelskiej. Znajduje się w południowej nawie bocznej, pomiędzy kaplicami Wazów a Potockich. Stanowi przyziemie wieży Wikaryjskiej.

## Historia
Wnętrze począwszy od XIV do XV wieku przeznaczone było na kapitularz. W 1420 roku dokonano przebudowy na kaplicę z fundacji kanonika katedralnego, a późniejszego biskupa kujawskiego Jana Szafrańca i jego brata Piotra Szafrańca Starszego – podkomorzego krakowskiego, którzy ufundowali w niej ołtarz pod wezwaniem Ciała Pańskiego. Pochowani w niej zostali obaj fundatorzy: Jan i Piotr Szafrańcowie.
Początkiem XVII wieku obiekt przeszedł pod opiekę Kolegium Prawników Uniwersytetu Krakowskiego. W 1655 roku kaplicę zasklepiono, a pomiędzy rokiem 1692 i 1702 dokonano przebudowy nakładem uniwersytetu, którą kierował kanonik katedralny Sebastian Piskorski (kierował on także przebudową kościoła akademickiego św. Anny w Krakowie). Wówczas wstawiono nowy ołtarz marmurowy z krucyfiksem alabastrowym i rzeźbami Apostołów, usytuowanymi po bokach, a także portal (również marmurowy). Kolejną restauracje przeprowadzono około 1769 roku sumptem kanonika katedralnego Antoniego Żołędziowskiego, kiedy wzniesiono nowy ołtarz oraz portal. W latach 1902–1906 kaplica przeszła odnowę kosztem rodziny Radziwiłłów.

## Architektura
Do kaplicy prowadzi późnobarokowy portal (nawa południowa) projektu Franciszka Placidiego. W nim umieszczona jest neorokokowa brązowa krata ażurowa z herbem Trąby (Radziwiłłów), zaprojektowana w 1907 roku przez Zygmunta Hendla. Ściany pokrywa polichromia pędzla Józefa Mehoffera z lat 1906–1908. Z 1908 roku pochodzi witraż (ściana południowa), również autorstwa Józefa Mehoffera. Przedstawia on Matkę Boską Ostrobramską wraz z herbem Starykoń (stanowiącym wkomponowany fragment z XV wieku). Barokowy ołtarz (ściana wschodnia) powstał w latach 1769–1772 w oparciu o projekt Franciszka Placidiego. W nim umiejscowiony jest obraz Święty Jan Kanty. W niszy przy ścianie zachodniej znajduje się nagrobek kardynała Jerzego Radziwiłła, wykonany z brązu w 1904 roku przez Piusa Welońskiego. Spoczywający w pozie sansowinowskiej kardynał, wspiera się prawą ręką na grzbiecie orła. W prawej natomiast trzyma otwartą książkę. Radziwiłł ubrany jest w strój liturgiczny oraz w infułę i racjonał. Posąg spoczywa na tumbie, która z kolei stoi na postumencie, na którym widnieją napisy: ERECTUM MUNIFICENTA PRINCIPUM RADZIVIELORUM. Kompozycja ustawiona jest w półkoliście zamkniętej niszy z kwiatonami, ujętej w pilastry korynckie, wsparte na cokołach. Całość opiera się na podstawie. W obiekcie znajdują się także marmurowe epitafia ścienne profesorów i kanoników katedralnych.

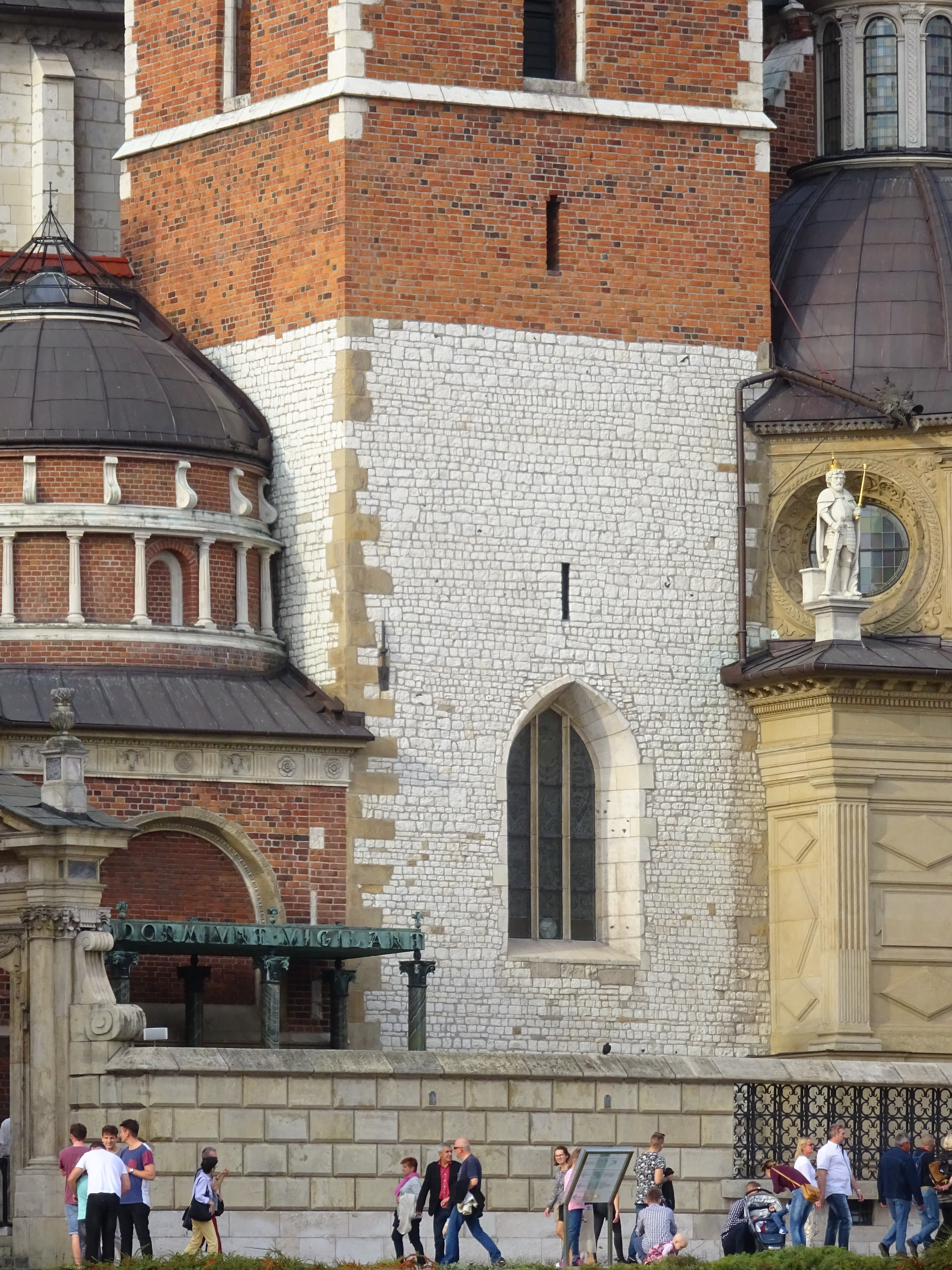
Romańskie przyziemie Wieży Srebrnych Dzwonów – kaplica Szafrańców od zewnątrz
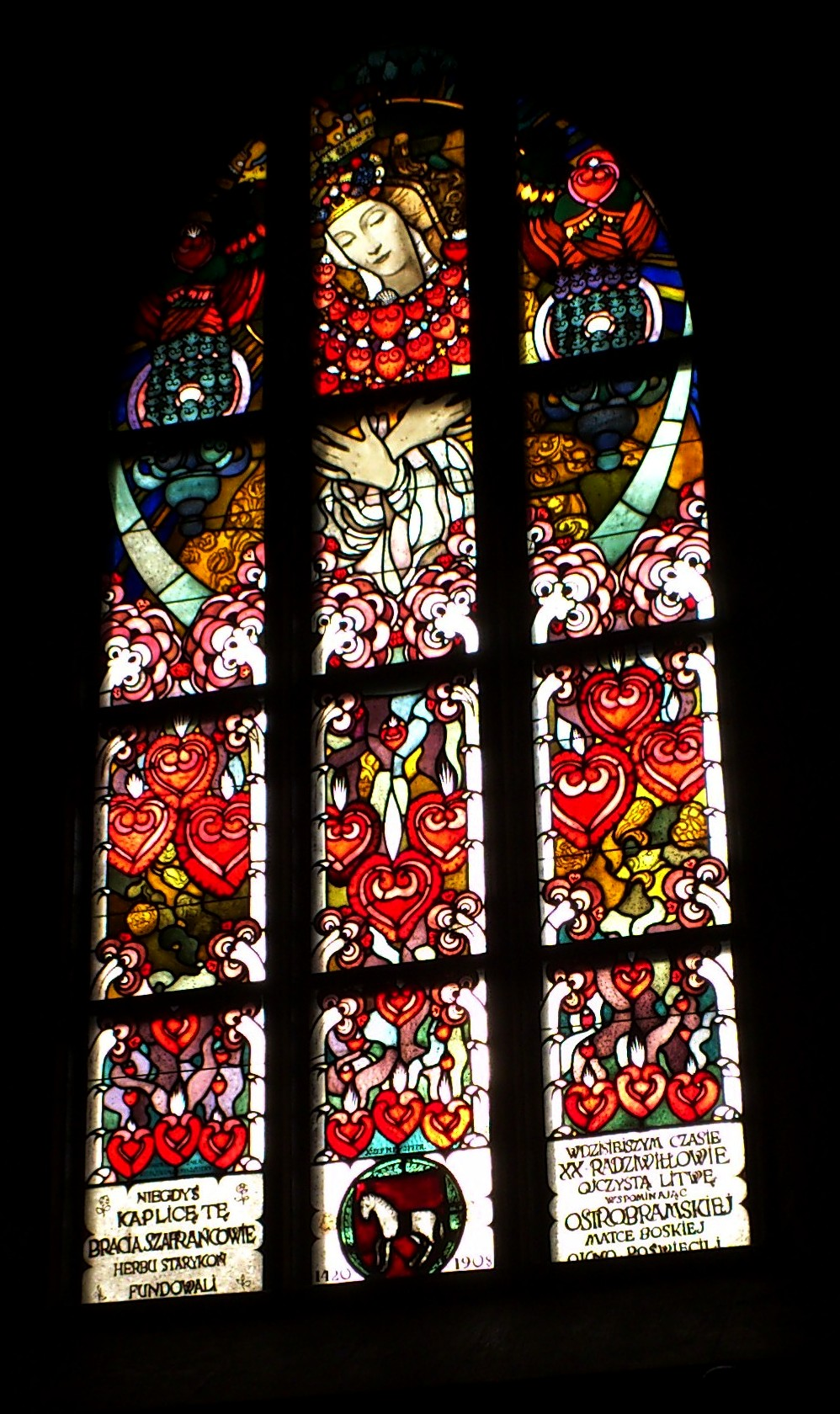
Witraż w oknie kaplicy
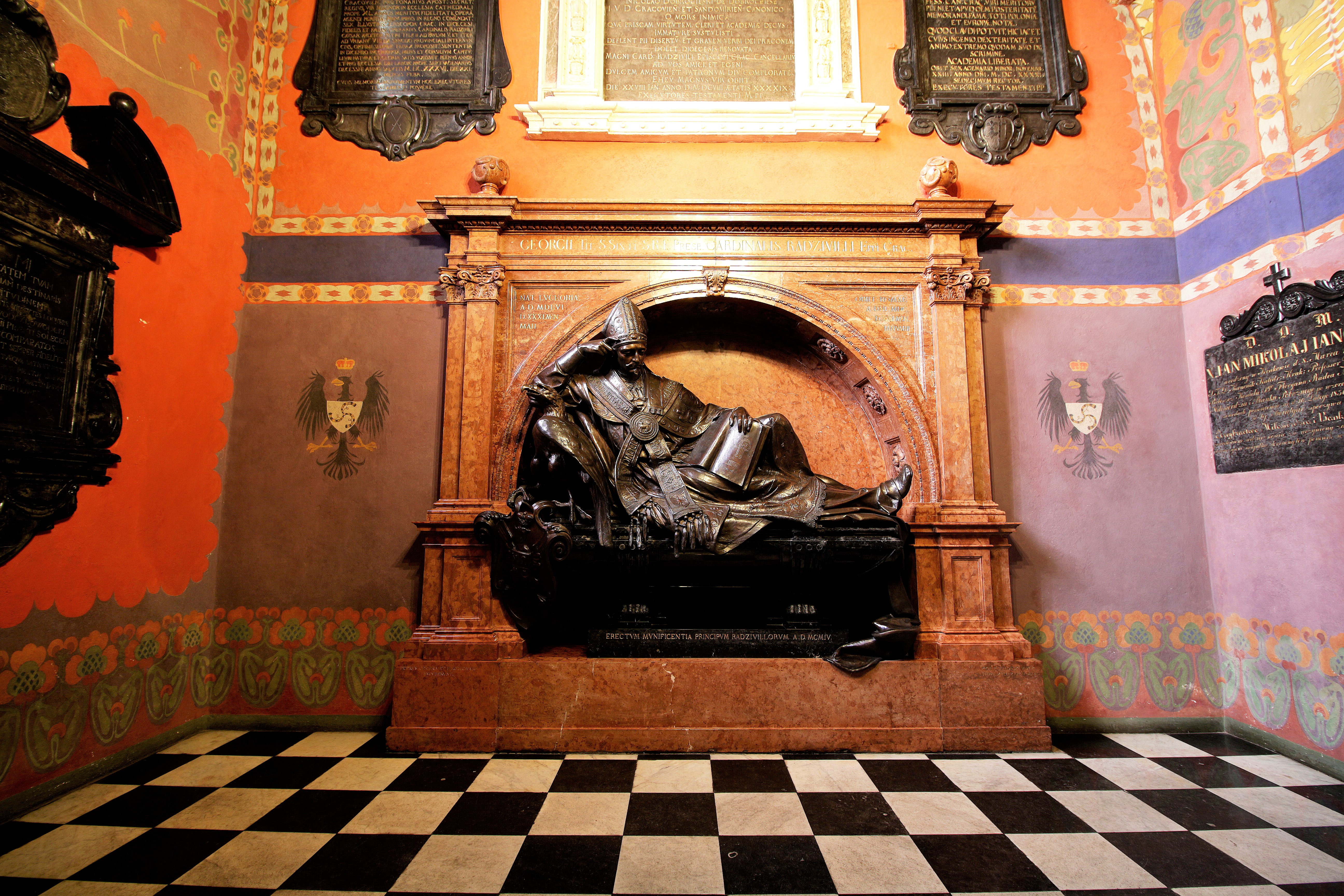
Pomnik kardynała Jerzego Radziwiłła